# 索塔尔沃
索塔尔沃，是西班牙卡斯蒂利亚-莱昂阿维拉省的一个市镇。总面积91平方公里，总人口275人（2001年），人口密度3人/平方公里。